# Інтермаркет
Торго́ва компа́нія «Інтерма́ркет» — українське підприємство, яке діяло у галузі торгівлі продовольчими та промисловими товарами з 1999 по 2016 рік. Штаб-квартира була розташована у Львові.
Компанії «Інтермаркет» належали:
- мережа супермаркетів «Арсен»
- мережа магазинів «Барвінок»
- магазини «Інтермаркет»
- гуртівні «Інтермаркет Cash&Carry»
- логістичний центр площею 10 000 м²

Розширюються торговельні мережі «Арсен» та «Барвінок».
У наш час[коли?] компанією змінено реєстрацію на Харків, просп. Гагаріна, 7, оф. 1, та розпочато процедуру банкрутства.
До березня 2009 року понад 90 % акцій «Інтермаркету» належали львів'янину Романові Шлапаку, у березні новим власником торгових мереж стало ЗАТ «Євротек». Перехід мережі у власність «Євротек» супроводжувався скандалами, зокрема, масовими страйками постачальників.[джерело?]
На пресконференції 14 квітня 2009 року голова «Асоціації виробників і постачальників» Володимир Яворський повідомив, що близько 500 суб'єктів господарювання, товаровиробники та постачальники об'єдналися 9 квітня 2009 року в цю асоціацію, щоб спільними зусиллями домогтися повернення близько 170 млн грн боргів із ТзОВ «Інтермаркет» за поставлені до березня 2009 року товари. Ще від початку 2009 року ТзОВ «Інтермаркет» припинило оплати повністю.